# Šanov (ort i Tjeckien, Zlín)
Šanov är en ort i Tjeckien.   Den ligger i regionen Zlín, i den östra delen av landet, 280 km öster om huvudstaden Prag. Šanov ligger 411 meter över havet och antalet invånare är 515.
Terrängen runt Šanov är kuperad åt sydost, men åt nordväst är den platt. Runt Šanov är det ganska tätbefolkat, med 90 invånare per kvadratkilometer. Närmaste större samhälle är Slavičín, 5,1 km norr om Šanov. I omgivningarna runt Šanov växer i huvudsak blandskog.